# كأس أندورا 2017
كأس أندورا 2017 هو الموسم 25 من كأس أندورا. أقيم خلال الفترة 7 فبراير 2016 وحتى 28 مايو 2017، وأشرف على تنظيمه اتحاد أندورا لكرة القدم، وكان عدد الأندية المشاركة فيه 12، وفاز فيه اتحاد سانتا كولوما الرياضي.